# Lac Roberge, Lac-Masketsi
Lac Roberge är en sjö i Kanada.   Den ligger i regionen Mauricie och provinsen Québec, i den sydöstra delen av landet, 300 km nordost om huvudstaden Ottawa. Lac Roberge ligger 261 meter över havet. Arean är 1,4 kvadratkilometer. Den ligger vid sjön Lac Masketsi. Den sträcker sig 2,0 kilometer i nord-sydlig riktning, och 1,3 kilometer i öst-västlig riktning.
I omgivningarna runt Lac Roberge växer i huvudsak blandskog. Runt Lac Roberge är det mycket glesbefolkat, med 5 invånare per kvadratkilometer.